# Notamacropus dorsalis
Il wallaby dalle strisce nere (Notamacropus dorsalis (J. E. Gray, 1837)) è un wallaby di medie dimensioni diffuso in Australia, in un'area che va da Townsville, nel Queensland, a Narrabri, nel Nuovo Galles del Sud. In quest'ultimo Stato si trova solamente a ovest della Grande Catena Divisoria. Il suo numero è piuttosto diminuito, ma non è ancora ritenuto minacciato. La popolazione del Nuovo Galles del Sud, tuttavia, è considerata in pericolo.
Il wallaby dalle strisce nere somiglia molto alla forma continentale di wallaby dal collo rosso; differisce da esso solo per la presenza di una striscia nera lungo il dorso, di due strisce bianche sui fianchi e per una colorazione più rossastra (la quale si estende verso il basso fino agli arti anteriori e all'addome).
È una specie timida e notturna, ma non si sa granché del suo comportamento, dato che vive preferibilmente nella fitta boscaglia, dove non è facilmente individuabile.